# Dez Asas
As Dez Asas (十翼 shí yì) são uma coleção de comentários (zhuan 傳) sobre o livro chinês clássico I Ching. Sua autoria é tradicionalmente atribuída a Confúcio.
Elas constituem na mais antiga exegese do I Ching.

## As dez asas
1. 彖傳 Tuan zhuan, ou Comentário sobre a decisão, o primeiro 彖上傳
2. 彖下傳 Tuan zhuan, o segundo 彖上傳
3. 象傳 Xiang zhuan, Comentário sobre as imagens, o primeiro  象上傳 (algumas vezes chamado de Grandes Imagens 大象)
4. 象下傳 (Pequenas imagens 小象)
5. 繫辭傳 Xici zhuan, Julgamentos anexos, the 1st 繫辭上傳
6. Xici zhuan, o segundo 繫辭下傳 (as asas 5 e 6 também são chamadas de Grande Comentário 大傳)
7. 文言傳 Wenyan zhuan, Comentário sobre as Palavras do Texto
8. 序卦傳 Xugua zhuan, a Sequência ou Ordem dos Hexagramas
9. 說卦傳 Shuogua zhuan, a Discussão dos trigramas
10. 雜卦傳 Zagua zhuan, a Coletânea de Indicações

## Autoria
Dúvidas sobre a autoria de Confúcio foi expressas por Ouyang Xiu (1007-1072) e Sima Guang (1019-1086) durante a dinastia Sung do norte. Elas foram consolidadas por Yao Jiheng 姚際恆 (1647-1715) e Kang Youwei (1858-1927) da dinastia Qing. Sinólogos do século vinte argumentam pela rejeição da crença de autoria tradicional.